# Gaston Adjoukoua
Gaston Adjoukoua (14 de febrero de 1958-23 de agosto de 2015) fue un futbolista costamarfileño, que jugaba en la posición de centrocampista. Adjoukoua defendió la camiseta nacional costamarfileña en la Copa de África de 1980 y de 1984. Pasó casi toda su carrera en el Asec d'Abidjan en su país.